# Maurício dos Santos Nascimento
Maurício dos Santos Nascimento (São Paulo, 20 de setembro de 1988) é um futebolista brasileiro que atua como zagueiro. Atualmente defende o Atlético Piauiense.

## Carreira

### Palmeiras
Revelado nas categorias de base do Palmeiras, Maurício jogou no CRB no final de 2007. Fez sua estreia pela equipe profissional do Palmeiras em 2008, numa derrota por 1 a 0 contra o Noroeste, no dia 2 de fevereiro. Posteriormente, ajudou a equipe a ser campeã paulista daquele ano.
Com a venda de Henrique para o Barcelona, Mauricio acabou ganhando mais chances pelo Campeonato Brasileiro, sob o comando de Vanderlei Luxemburgo.
Em 2009, talvez o momento que mais marcou na sua carreira. Numa partida contra o Grêmio, no Estádio Olímpico, válida pela 36ª rodada do Campeonato Brasileiro, Maurício discutiu com o companheiro Obina na saída para o intervalo, resultando num soco do atacante no zagueiro. Os dois foram prontamente expulsos pelo árbitro. Um dia após o incidente, o então vice-presidente Gilberto Cipullo afirmou que tanto Maurício quanto Obina haviam sido demitidos do Palmeiras.

### Grêmio
No fim de 2009, Maurício foi envolvido em uma troca entre Palmeiras e Grêmio. O zagueiro foi para o Sul por empréstimo até o fim do ano, enquanto o Palmeiras recebeu o zagueiro Léo, por um contrato de cinco anos. No entanto, a estadia de Mauricio no time gaúcho durou apenas quatro meses.

### Portuguesa
Em abril de 2010, foi anunciado como reforço da Portuguesa, novamente por empréstimo, com duração até o final do Campeonato Paulista de 2011.

### Vitória
Em maio de 2011, foi negociado com o Vitória, num empréstimo até o fim do ano.

### Joinville
Foi anunciado pelo Joinville no dia 12 de março de 2012.

### Sport
No dia 4 de janeiro de 2013, acertou com o Sport. Apesar de ter atuado em apenas 21 jogos e ter marcado um gol pelo Leão, foi eleito o melhor zagueiro do Campeonato Pernambucano.

### Sporting
Em junho de 2013 acertou com o Sporting, de Portugal, que foi depositado uma quantia de 950 mil reais nos cofres do Sport.

### Lazio
No dia 21 de janeiro de 2015, acertou sua transferência para o futebol italiano. O atleta foi contratado em definitivo pela Lazio, no valor de R$ 10 milhões, em um contrato de quatro anos.

### Spartak Moscou
Em agosto de 2016, foi emprestado por uma temporada para o Spartak Moscou, da Rússia.

### Johor DT
Em outubro de 2018, depois de rescindir seu contrato com a Lazio, Maurício chegou sem custos ao Johor DT, da Malásia, como principal contratação para a temporada 2019. Logo o zagueiro consolidou-se na equipe, tornando-se um dos ídolos do time.

### Náutico
Após nove anos fora, acertou seu retornou ao futebol brasileiro no dia 1 de agosto de 2022, sendo anunciado como reforço do Náutico para a sequência da Série B. O zagueiro estreou pelo Timbu no dia 10 de agosto, na vitória por 2 a 1 contra o CRB, onde marcou o primeiro gol da partida. No entanto, depois de apenas seis partidas e com a confirmação do rebaixamento para a Série C, Maurício deixou o clube no dia 25 de outubro.

## Títulos
Palmeiras
- Campeonato Paulista: 2008

Grêmio
- Taça Fernando Carvalho: 2010

Joinville
- Copa Santa Catarina: 2012

Sporting
- Taça de Portugal: 2014–15

Spartak Moscou
- Premier League Russa: 2016–17
- Supercopa da Rússia: 2017

Légia Varsóvia
- Ekstraklasa: 2018
- Copa da Polônia: 2018

Johor DT
- Super Liga da Malásia: 2019

### Prêmios individuais
- Melhor zagueiro do Campeonato Pernambucano: 2013[18]